# Нижнеджилиндинская впадина
Нижнеджили́ндинская впа́дина — впадина на территории Забайкальского края России.

## Расположение
Нижнеджилиндинская впадина расположена в правобережье реки Витим при впадении в неё реки Нижняя Джилинда. С севера впадина ограничена склонами отрога Южно-Муйского хребта, с юга — склонами Нижнекаларского хребта. Впадина имеет широкое (до 17 км) привитимское основание, а вверх по течению Нижней Джилинды сужается до 2-3 км. В целом впадина имеет северо-восточное простирание; протяжённость её составляет 28 км.

## Геология и ландшафт
Нижнеджилиндинская впадина сложена кайнозойскими континентальными отложениями незначительной мощности. Основное формирование впадины шло в неоген-четвертичное время и активно продолжается в настоящее время. Днище впадины расположено в интервале высот 550—600 м, местами заболочено. Встречаются озёра. Преобладающие типы ландшафта — тайга с марями и ерниками и приречные луга.